# Marta Levinska
Marta Kamēlija Levinska (* 6. September 2001) ist eine lettische Volleyballnationalspielerin.

## Karriere
Levinska begann ihre Karriere an der Rīgas Volejbola Skola. Von 2020 bis 2023 studierte sie an der Arizona State University und spielte in der Universitätsmannschaft Sun Devils. Nach ihrem Studium spielte sie in der Saison 2023/24 beim türkischen Verein PTT Spor. 2024 wurde die lettische Nationalspielerin vom deutschen Bundesligisten Dresdner SC verpflichtet.